# Commune FC Ouagadougou

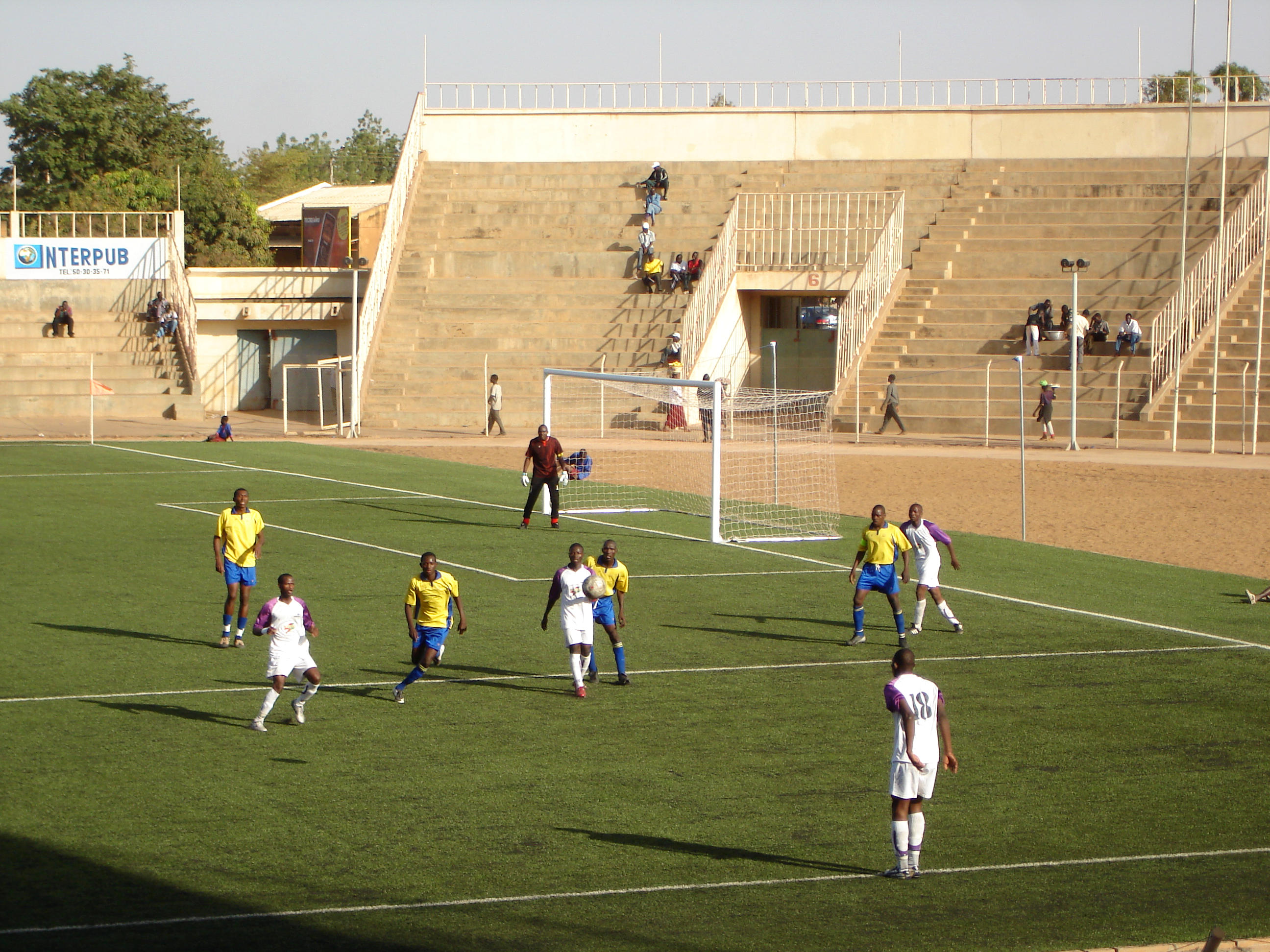
Ouagadougou in actie

Commune FC Ouagadougou is een Burkinese voetbalclub uit de hoofdstad Ouagadougou. In 2007 werd de club voor het eerst kampioen, het was nog maar het tweede opeenvolgende seizoen in de hoogste klasse voor de club. In 2009 werd de club zesde op veertien clubs. Om het aantal clubs uit de hoofdstad te beperken moesten de zes clubs uit de hoofdstad een aparte eindronde spelen. US Ouagadougou degradeerde en Commune werd voorlaatste waardoor ze een barrage moesten spelen tegen de kampioen van de tweede klasse SONABEL. Het werd twee keer 0-1 waardoor strafschoppen moesten beslissen over het lot. Commune verloor met 4-5 en degradeerde.

## Erelijst
Landskampioen
2007